# Шампањ о Мон д'Ор
Шампањ о Мон д'Ор (фр. Champagne-au-Mont-d'Or) је насељено место у Француској у региону Рона-Алпи, у департману Рона.
По подацима из 2011. године у општини је живело 5165 становника, а густина насељености је износила 1994,21 становника/km².

## Демографија
| 1962. | 1968. | 1975. | 1982. | 1990. | 2011. |
| ----- | ----- | ----- | ----- | ----- | ----- |
| 2.944 | 3.932 | 4.516 | 4.763 | 4.934 | 5.165 |